# Саксен-Гильдбурггаузен
Саксен-Гильдбурггаузен (нем. Sachsen-Hildburghausen) — эрнестинское герцогство на территории современной федеральной земли Тюрингия.

## История
В 1675 году умер Эрнст I, герцог Саксен-Готский. Его семь сыновей первоначально стали соправителями, поскольку эрнестинцы до этого момента отвергали примогенитуру. По желанию отца дела герцогства вёл старший сын Фридрих I. Попытка держать общий двор в замке Фриденштайн в Готе оказалась неудачной, и в 1680 году наследство было поделено между семью братьями. Эрнсту досталась часть с городами Хельдбург и Гильдбурггаузен.
Изначально герцогство состояло из Хельдбурга, Гильдбурггаузена, Айсфельда, Файльсдорфа и Шалькау. В 1683 году к герцогству был присоединён Кёнигсберг, а в 1705-м — Зоннефельд. В 1714 к Саксен-Гильдбурггаузену была присоединена часть ликвидированного герцогства Саксен-Рёмгильд.
Первоначально резиденция Эрнста находилась в Хельдбурге, но в 1684 году он перебрался в Гильдбурггаузен, где был выстроен герцогский дворец и разбит парк во французском стиле. Постепенно финансовая ситуация в герцогстве ухудшалась, и в 1769 году для вывода герцогства из кризиса император Иосиф II направил туда комиссию во главе с саксен-мейнингенской герцогиней Шарлоттой Амалией.
После ликвидации Священной Римской империи герцогство в 1806 году вошло в Рейнский Союз, а в 1815 — в Германский союз.
В 1825 году, не имея наследников, умер Саксен-Гота-Альтенбургский герцог Фридрих IV, в результате чего пресеклась правящая герцогством династия. После его смерти начались конфликты вокруг наследства Саксен-Гота-Альтенбурга с участием остальных правящих домов эрнестинской линии, конец которым положило третейское решение короля Саксонии Фридриха Августа I. Фридрих Саксен-Гильдбурггаузенский стал герцогом богатого Саксен-Альтенбурга, отдав гораздо более бедный Саксен-Гильбурггаузен герцогству Саксен-Мейнинген.

## Правители
- Эрнст (1680—1715)
- Эрнст Фридрих I (1715—1724)
- Эрнст Фридрих II (1724—1745)
- Эрнст Фридрих III (1745—1780)
- Фридрих (1780—1825)